# Максимов Микола Валерійович
Микола Валерійович Максимов (нар. 18 липня 1987, м. Глухів Глухівського району (нині — Шосткинського району), Сумська область, Українська РСР, СРСР — пом. 6 травня 2022, поблизу м. Попасної (з 2020 р. — Попаснянської міської громади Сєвєродонецького району) на Луганщині — український військовий, сержант 15-го окремого мотопіхотного батальйону «Суми» 58-мої окремої мотопіхотної бригади імені гетьмана Івана Виговського Збройних Сил України, учасник російсько-української війни, який загинув у ході російського вторгнення в Україну в 2022 році.

## Життєпис
Народився 18 липня 1987 року в місті Глухові на Сумщині. З 2015 року перебував на військовій службі у складі ЗС України, був учасником війни на сході України в складі АТО та ООС. Обіймав військову посаду командира відділення розвідувального взводу 15-го окремого мотопіхотного батальйону «Суми» 58-мої окремої мотопіхотної бригади імені гетьмана Івана Виговського. У 2018 році вступив на дошкільний факультет Глухівського національного педагогічного університету імені Довженка, який закінчив за спеціальністю 014 Середня освіта (Фізична культура). З початком повномасштабного російського вторгнення в Україну перебував на передовій. Загинув 6 травня 2022 року поблизу м. Попасної (з 2020 року — Попаснянської міської громади Сєвєродонецького району) на Луганщині під час мінометного обстрілу. За словами побратимів, Микола Максимов виводив людей в безпечне місце, але сам загинув. Поховали загиблого 12 травня 2022 року в рідному місті на Веригинському кладовищі. Нагороду загиблого 31 січня 2023 року сестрі вручив т.в.о. голови Сумської ОВА – перший заступник голови ОВА Тарас Савченко.

## Родина
У загиблого залишилася рідна сестра.

## Нагороди
- Орден «За мужність» III ступеня (2022, посмертно) — за особисту мужність і самовіддані дії, виявлені у захисті державного суверенітету та територіальної цілісності України, вірність військовій присязі.